# 상상고양이
《상상고양이》는 2015년 11월 24일부터 2016년 1월 12일까지 MBC 에브리원에서 방송된 드라마이다.

## 등장 인물

### 주요 인물
- 유승호 : 현종현 역
- 비틀이 : 복길이 역 (한예리 : 복길이 목소리 역)
- 조혜정 : 오나우 역

### 그외 인물들
- 박철민 : 마주임 역
- 이엘 : 독고순 역
- 김민석 : 육해공 역
- 솔라 : 정수인 역
- 김현준 : 박진성 역
- 최태환 : 이완 역
- 심민 : 허공주 역
- 전헌태